# Orophea rubra
Orophea rubra är en kirimojaväxtart som beskrevs av Keßler. Orophea rubra ingår i släktet Orophea och familjen kirimojaväxter. Inga underarter finns listade i Catalogue of Life.